# Toto Cutugno
Pour les articles homonymes, voir Toto.
Salvatore Cutugno, dit Toto Cutugno, né le 7 juillet 1943 à Fosdinovo (Toscane) et mort le 22 août 2023 à Milan (Lombardie), est un chanteur populaire et auteur-compositeur italien. Il a composé pour de nombreux chanteurs français, notamment dans les années 1970.
Il est principalement connu pour avoir interprété L'Italiano, l'un de ses plus gros succès mondiaux. En 1980, il gagne le festival de Sanremo avec la chanson Solo Noi et remporte le Concours Eurovision de la chanson 1990 avec le titre Insieme: 1992.

## Biographie

### Famille et enfance

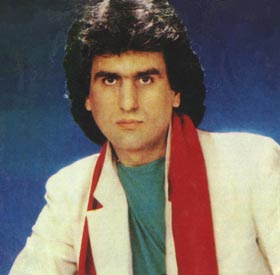
Toto Cutugno avant 1976.

Toto Cutugno est le fils de Domenico, originaire de Barcellona Pozzo di Gotto en Sicile, sous-officier de la Marina militare, et de Olga, mère au foyer. Il grandit à La Spezia, en Ligurie, à l'âge de cinq ans, il voit sa sœur Anna, alors âgée de sept ans, mourir sous ses yeux après s'être étouffée en mangeant des gnocchi. Quelques mois plus tard naît son frère Roberto, il a une autre sœur, Rosanna, qui, enfant, a été opérée du cœur. Son père s'est endetté pour cette opération, qu'il a fini par payer en 1978 par tranche, deux ans avant sa mort. C'est son père, trompettiste, qui l'initie à la musique, à l'âge de neuf ans, il joue du tambour dans le groupe de son père. Durant son enfance, il apprend la batterie, la guitare, le piano et le saxophone.

### Carrière
À dix-neuf ans, il fonde le groupe Toto e i tati. 
En 1975, il crée son second groupe, Albatros. L'année suivante, il participe au Festival de Sanremo avec Albatros pour la première fois.
Des chanteurs français ont chanté ses compositions : Michel Sardou (En chantant, Musica), Joe Dassin (L'été indien, Et si tu n'existais pas, Salut), Johnny Hallyday (Derrière l'amour), Hervé Vilard (Nous, Reviens, Méditerranéenne, Venise pour l'éternité), Dalida (Laissez-moi danser (Monday, Tuesday)), Claude François (Écoute ma chanson), Gérard Lenorman (Voici les clés), Mireille Mathieu (Ciao Bambino, Sorry), Sheila (Kennedy Airport), Michèle Torr (De l'amour), Ringo (Les oiseaux de Thaïlande), etc.
Son plus gros succès est L'italiano (aussi appelée Un italiano vero) (no 1 en Italie le 13 mars 1983 pour une semaine et en Suisse, no 2 en France en juillet 1983 au Top 30 mensuel et no 23 en Allemagne). 
En 1980, il gagne le Festival de San Remo avec la chanson Solo noi.
En 1990, la Rai (télévision italienne) le choisit pour représenter l'Italie au Concours Eurovision de la chanson avec Insieme: 1992, une chanson sur l'Europe. Le 5 mai, lors de son interprétation à Zagreb, il est accompagné sur scène par cinq membres du groupe slovène Pepel in kri. Il remporte le Concours devant Joëlle Ursull pour la France et le représentant irlandais Liam Reilly, classés deuxième ex æquo. Après Gigliola Cinquetti en 1964, Toto Cutugno est le deuxième artiste italien à remporter l’Eurovision. À la suite de sa victoire, il présente avec Gigliola Cinquetti, l'année suivante, l'émission du concours qui a lieu à Rome. 
Durant l'année 2008 il participe au festival de Sanremo avec la chanson Un falco chiuso in gabbia.

### Vie privée
Toto Cutugno épouse Carla Galli le 4 octobre 1971 en la Basilique Santi Nereo e Achilleo à Milan. Il a un fils, Nicolò Cutugno, né en 1990 d'une liaison extraconjugale.

### Santé
En 2007, on lui détecte un cancer de la prostate. Il subit une opération chirurgicale puis une thérapie, qui prend fin au mois d’août de la même année.

### Mort
Toto Cutugno meurt des suites du cancer de la prostate à l'hôpital San Raffaele de Milan, le 22 août 2023, à l'âge de 80 ans. Les funérailles ont lieu dans la Basilica dei Santi Nereo e Achilleo dans laquelle il avait célébré en 1971 son mariage avec Carla. Les chanteurs Gianni Morandi et Enzo Ghinazzi ont notamment participé à la cérémonie. Le cercueil a ensuite quitté la basilique en direction du cimetière de Lambrate où il est incinéré.

## Discographie

### En italien

#### 45 tours
- 1977 : Donna donna mia/Serata come tante (Carosello, CI 20470)
- 1979 : Voglio l'anima/'Na parola (Carosello, CI 20477)
- 1980 : Solo Noi/Liberi (Carosello, CI 20483)
- 1980 : Innamorati/Aiò aiò Polinesia (Carosello, CI 20487)
- 1980 : Flash/lesangénervé_toto non sa (Carosello, CI 20489)
- 1981 : La mia musica/Punto e virgola (Carosello, CI 20503)
- 1983 : L'italiano/Sarà (Carosello, CI 20513)
- 1983 : Un'estate con te/Non è lontano il cielo (Carosello, CI 20520)
- 1984 : Serenata/Serenata (strumentale) (Baby Records, BR-50315)
- 1985 : Mi piacerebbe (andare al mare al lunedì)/Come mai (EMI Italiana, 06-1187187)
- 1986 : Azzurra malinconia/Vivo (EMI Italiana, 06-1187417)
- 1986 : Buonanotte/Anna (EMI Italiana, 06-1187507)
- 1987 : Figli/Amico del cuore (EMI Italiana, 06-1187777)
- 1987 : Una domenica italiana/Una domenica italiana (avec les Piccoli Cantori) (EMI Italiana, 06-2022237)
- 1988 : Emozioni/Emozioni (strumentale) (EMI Italiana, 06-2024327)
- 1989 : Le mamme/Strana gelosia (EMI Italiana, 06-2032857)

#### 33 tours
- 1976 : Volo AZ 504 (avec les Albatros)
- 1977 : Come ieri come oggi come sempre
- 1979 : Voglio l'anima
- 1980 : Solo noi
- 1981 : Innamorata, Innamorato, Innamorati
- 1982 : La mia musica
- 1983: L'Italiano
- 1986 : Azzurra malinconia
- 1987 : Mediterraneo
- 1990 : Gli amori
- 1992 : Non è facile essere uomini
- 1995 : Voglio andare a vivere in campagna
- 1997 : Canzoni nascoste
- 2002 : Il treno va...
- 2005 : Come noi nessuno al mondo
- 2008 : Un falco chiuso in gabbia

### En espagnol ou en français

#### 45 tours
- 1980 : (es) Solos / Se vai via
- 1980 : (es) Dame el corazón / Se vai via
- 1980 : (es) Solo tú, solo yo / Liberi

#### 33 tours
- 1980 : (es) Canta en español
- 1982 : (es) Enamorados
- 1990 : (fr) Insieme: 1992
- 2004 : (fr) Cantando

### Chansons françaises
Toto Cutugno a composé, seul ou en collaboration, les chansons suivantes :
- Africa (avec le groupe Albatros) → L'Été indien (1975) de Joe Dassin
- L'albatros (avec le groupe Albatros) → L'Albatros (1975) de Joe Dassin
- Et si tu n'existais pas (1976) de Joe Dassin
- Monja monja (avec le groupe Albatros) → Il était une fois nous deux (1976) de Joe Dassin
- Uomo dove vai → Salut (1976) de Joe Dassin
- Le Jardin du Luxembourg (1976) de Joe Dassin
- Et l'amour s'en va (1977) de Joe Dassin
- Qu'est-ce que tu fais de moi ? (1978) de Joe Dassin
- Côté banjo, côté violon (1979) de Joe Dassin
- Cantando → En chantant de Michel Sardou
- Musica  (1981) → Musica de Michel Sardou
- Voglio l'anima → Laissez-moi danser de Dalida
- Femme est la nuit de Dalida
- Kennedy Airport de Sheila
- Donna mia → Nous d'Hervé Vilard
- Il cielo è sempre un po' più blu → Reviens d'Hervé Vilard
- L'Italiano → Méditerranéenne d'Hervé Vilard
- America → Je l'aime tant d'Hervé Vilard
- Venice → Venise pour l'éternité d'Hervé Vilard
- Buonanotte → Le Vin de Corse d'Hervé Vilard
- Nel cuore nei sensi → Voici Les Clés de Gérard Lenorman
- Dietro l'amore → Derrière l'amour (1976) de Johnny Hallyday
- Écoute ma chanson de Claude François
- So near and yet so far, version anglaise de Écoute ma chanson de Claude François
- Volo AZ 504 → Les Oiseaux de Thaïlande de Ringo
- Ciao Bambino Sorry pour Mireille Mathieu